# Gloria (album Umberto Tozzi)

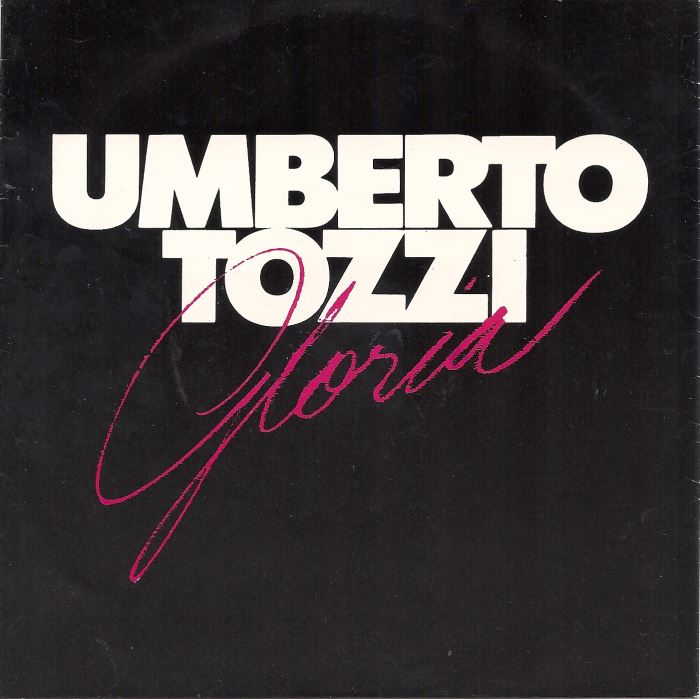

Gloria è il quarto album in studio del cantante italiano Umberto Tozzi, pubblicato nel 1979.

## Descrizione
Questo 33 giri è il primo che Tozzi incide con musicisti stranieri, prevalentemente statunitensi, tra cui il noto arrangiatore Greg Mathieson, il tastierista della colonna sonora del film Grease.

## Tracce
Testi e musiche di Giancarlo Bigazzi e Umberto Tozzi.
1. Gloria
2. Qualcosa qualcuno
3. Non va che volo
4. Alleluia se
5. Mamma Maremma
6. Valzer
7. Notte chiara
8. Fatto così
9. Può darsi

## Formazione
- Umberto Tozzi – voce, cori, chitarra acustica
- Mats Bjorklund – chitarra
- Greg Mathieson – tastiera, pianoforte
- Carlos Vega – batteria, percussioni
- Les Hurdle - basso
- Fritz Sonnletiner – violino
- Euro Cristiani – cori

## Successo commerciale
L'album è presente nella classifica dei 100 dischi italiani più belli di sempre secondo Rolling Stone Italia, alla posizione numero 91.